# Municipio de Licking (condado de Licking)
El municipio de Licking (en inglés: Licking Township) es un municipio ubicado en el condado de Licking en el estado estadounidense de Ohio. En el año 2010 tenía una población de 4632 habitantes y una densidad poblacional de 66,52 personas por km².

## Geografía
El municipio de Licking se encuentra ubicado en las coordenadas 39°58′38″N 82°25′6″O / 39.97722, -82.41833. Según la Oficina del Censo de los Estados Unidos, el municipio tiene una superficie total de 69.63 km², de la cual 67,49 km² corresponden a tierra firme y (3,08 %) 2,14 km² es agua.

## Demografía
Según el censo de 2010, había 4632 personas residiendo en el municipio de Licking. La densidad de población era de 66,52 hab./km². De los 4632 habitantes, el municipio de Licking estaba compuesto por el 97,41 % blancos, el 0,82 % eran afroamericanos, el 0,41 % eran amerindios, el 0,19 % eran asiáticos, el 0,24 % eran de otras razas y el 0,93 % eran de una mezcla de razas. Del total de la población el 0,67 % eran hispanos o latinos de cualquier raza.